# SpVgg Greuther Fürth
SpVgg Greuther Fürth er en tysk fodboldklub fra Fürth i Bayern, der i spiller i landets næstbedste række, 2. Fußball-Bundesliga.

## Historie
Klubben blev grundlag i 1903 under navnet SpVgg Fürth, og allerede i 1914 vandt den sit første tyske mesterskab. Det blev til yderligere to i løbet af 1920'erne.
Efter 2. verdenskrig rykkede klubben ned i de lavere rækker, og først i 1970'erne var den at finde i 2. Bundesliga igen. I 1983 rykkede klubben dog ned i de lavere rækker igen, og meget tydede på, at klubben aldrig skulle komme op igen. Men i 1996 fusionerede klubben med landsbyklubben TSV Vesterbergsgreuth, der lå i samme række som Fürth. Klubben tog dermed sit nuværende navn, og allerede i 1997 rykkede fusionsklubben op i 2. Bundesliga. I 2006 var klubben tæt på oprykning til Bundesligaen, men snublede på målstregen og måtte se sig overhalet af Energie Cottbus.
SpVgg Greuther Fürth rykkede i 2012 op i Bundesligaen.
Klubben har et drabeligt had-forhold til FC Nürnberg, angiveligt fordi en stjernespiller i 1920 giftede sig med en pige fra Nürnberg og derfor forlod klubben.
Henry Kissinger er passioneret fan af klubben.

## Nuværende trup
Oversigten er opdateret til og med 18. februar 2022
| Nr. | Land     | Position | Spiller                              |
| --- | -------- | -------- | ------------------------------------ |
| 1   | Tyskland | MM       | Marius Funk                          |
| 2   | Tyskland | FO       | Simon Asta                           |
| 4   | Tyskland | FO       | Maximilian Bauer                     |
| 7   | Tyskland | AN       | Robin Kehr                           |
| 9   | Angola   | AN       | Afimico Pululu                       |
| 10  | Sverige  | AN       | Branimir Hrgota (Anfører)            |
| 11  | Nigeria  | AN       | Dickson Abiama                       |
| 13  | Tyskland | MI       | Max Christiansen                     |
| 15  | Holland  | FO       | Jetro Willems                        |
| 16  | Norge    | AN       | Håvard Nielsen                       |
| 17  | Tyskland | AN       | Jessic Ngankam (Lånt fra Hertha BSC) |
| 18  | Tyskland | FO       | Marco Meyerhöfer                     |
| 20  | Tyskland | MI       | Tobias Raschl                        |
| 21  | Tyskland | MI       | Timothy Tillman                      |

| Nr. | Land     | Position | Spiller                             |
| --- | -------- | -------- | ----------------------------------- |
| 22  | Tyskland | MI       | Sebastian Griesbeck                 |
| 23  | Tyskland | FO       | Gideon Jung                         |
| 24  | Holland  | FO       | Nick Viergever                      |
| 25  | Tyskland | MM       | Leon Schaffran                      |
| 26  | Sverige  | MM       | Andreas Linde                       |
| 27  | Tyskland | FO       | Gian-Luca Itter (Lånt fra Freiburg) |
| 28  | Tunesien | MI       | Jeremy Dudziak                      |
| 30  | Tyskland | MM       | Sascha Burchert                     |
| 32  | Frankrig | FO       | Abdourahmane Barry                  |
| 33  | Tyskland | MI       | Paul Seguin                         |
| 37  | USA      | MI       | Julian Green                        |
| 40  | Tyskland | AN       | Jamie Leweling                      |
| 41  | Finland  | MM       | Lasse Schulz                        |

### Udlånt
| Nr. | Land     | Position | Spiller                                 |
| --- | -------- | -------- | --------------------------------------- |
| —   | Tyskland | MI       | Nils Seufert (Udlånt til SV Sandhausen) |

## Resultater
Tysk mester
- Vinder (3): 1914, 1923, 1929

## Kendte spillere
- Karl Mai
- Jörg Albertz

## Danske spillere
- Viggo Jensen
- Troels Bech
- Hans Henrik Andreasen
- Tobias Mikkelsen
- Uffe Bech
- Emil Berggren